# Såtbakkollen
Le Såtbakkollen est une montagne de Norvège culminant à 1 632 m et située dans la chaîne du Trollheimen, dans la commune de Sunndal, dans le comté (fylke) de Møre og Romsdal.

## Géographie

### Situation
Situé au nord de la vallée de Sunndalen, le Såtbakkollen forme la partie sud du massif du Tårn, qui inclut également les montagnes du Tårnfjellet et de l'Innerdalstårnet.
Le Såtbakkollen est également entouré d'autres montagnes telles que le Navardalsnebba, le Trolla et le Skarfjellet.